# Szabó Levente (irodalomtörténész)
Szabó Levente (Kézdivásárhely, 1977. április 30.) Martinkó András-, Arany János- és Mestertanár-díjas erdélyi magyar irodalomtörténész. Szerzői neve T. Szabó Levente

## Életútja
Középiskoláit a kézdivásárhelyi Nagy Mózes Líceumban végezte (1995), majd a BBTE-n szerzett magyar–angol szakos tanári diplomát (1999), ugyanott magiszteri (2001) és doktori (2004) fokozatot. 1998-ban a szegedi, 1999-ben a budapesti egyetemen egészítette ki tanulmányait. Részt vett a bukaresti New Europe College kiemelt posztgraduális programjában is (2002).
2002-től a BBTE Magyar Irodalomtudományi Tanszékén adjunktus, majd előadótanár; kurzusai: Az irodalomtörténet elméletei, Az irodalmi filológia elmélete és gyakorlata, Intézménytörténet és -elmélet. 2003–2004-ben a School of Slavonic and East European Studies és a cambridge-i Darwin College vendégelőadója; 2004-től a Collegium Budapest és a szófiai Centre for Advanced Study közös kutatóprogramjának munkatársa. 2001 márciusától a Romániai Doktoranduszok és Fiatal Kutatók Országos Szövetségének egyik alelnöke, 2004-től elnöke; 2004 márciusától a Láthatatlan Kollégium irodalomtudományi szakkollégiumának szakmai vezetője. Tóth Zsomborral közösen szerkesztette a doktoranduszok tudományos munkásságát összegző Rodosz-tanulmányok 2001. évi kötetét (Kolozsvár, 2001). A LélekJelenLét c. egyetemi folyóirat szerkesztőbizottságának tagja, irodalomtudományi szerkesztője.
Szakterülete a 19. század második felének magyar irodalma, Gyulai Pál életműve, az irodalomtörténet-írás elmélete, a kulturális emlékezet poétikája és politikája. Első írását (Az elmesélés szükséges és lehetetlen voltáról) a Látó (1998/4), első jelentősebb tanulmányát (Gyulai Pál és a nemzeti identifikáció narratívái) az Erdélyi Múzeum (1999/1–2.) közölte. Tanulmányai jelentek meg továbbá az Irodalomtörténeti Közlemények, Irodalomtörténet, Korunk, Látó, LkkT, valamint a debreceni Studia Litteraria hasábjain. Számos idegen nyelvű tanulmány szerzője.
2002-től szerkesztője a romániai doktoranduszok és fiatal kutatók konferenciáinak anyagát közzétevő köteteknek, amelyekben több tanulmányt is közölt; társszerkesztője a kolozsvári fiatal kutatók 19. századi magyar irodalomtörténeti tanulmányait egybegyűjtő Tekintet köteteknek, az Új narratívák (?). Fiatal kutatók tanulmányai az irodalom- és társadalomtudományok köréből c. kötetnek (Virginás Andreával. Kolozsvár, 2004). Szerkesztette, előszóval és jegyzetekkel látta el A magyar romantika irodalma c. antológiát (Kolozsvár, 2000. Remekírók Diákkönyvtára). Előkészületben van gondozásában Gyulai Pál 1867 utáni levelezésének kritikai apparátussal ellátott kötete.

## Kötetei
- - T. Szabó Levente, Mikszáth, a kételkedő modern. Történelmi és társadalmi reprezentációk Mikszáth Kálmán prózapoétikájában, L’Harmattan–Magyar Irodalomtörténeti Társaság, Budapest, 2007. (Ligatura 3.) ISBN 978963236 0195 Elérhetősége: https://books.google.ro/books?id=EC2OR0cuexkC&pg=PA328&dq=t+SZAB%C3%93+LEVENTE&hl=en&sa=X&redir_esc=y#v=onepage&q=t%20SZAB%C3%93%20LEVENTE&f=false
  - T. Szabó Levente, A tér képei: tér, irodalom, társadalom, KOMP-PRESS, Kolozsvár, 2008., pp. 378. Elérhetősége: http://books.google.ro/books?id=RtdzUIsIObUC&pg=PP1&dq=T+Szab%C3%B3+Levente+a+t%C3%A9r+k%C3%A9pei&hl=hu&sa=X&ei=4KxwVIytMsbIyAPFmICYAw&redir_esc=y#v=onepage&q=T%20Szab%C3%B3%20Levente%20a%20t%C3%A9r%20k%C3%A9pei&f=false
  - Értékek és ideológiák az irodalomban; szerk. Korondi Ágnes, T. Szabó Levente; Magyar Irodalomtudományi Tanszék–Láthatatlan Kollégium, Kolozsvár, 2008
  - Dokumentumok a kolozsvári Bölcsészet-, Nyelv- és Történettudományi Kar Történetéhez (1872-1892), szerk. T. Szabó Levente és Zabán Márta, Kolozsvári Egyetemi Kiadó / Presa Universitara Clujeana, 2012. pp. 366. ISBN 978-973-595-434-5 Elérhetősége: http://books.google.hu/books?printsec=frontcover&id=9VWw28-uVtEC#v=onepage&q&f=false
- A magyar romantika irodalma I. Teória és kritikai praxis; szerk., s.a.r. T. Szabó Levente, Polis Könyvkiadó, Kolozsvár, 2000

## Díjak, elismerések
1999-ben elnyerte a BBTE fiatal kutatói nívódíját, 2000-ben a prágai székhelyű Research Suport Scheme nívódíját. 2007-ben a Magyar Tudományos Akadémia Arany János-díjjal tüntette ki kiemelkedő fiatal kutatói tevékenységért. 2009-ben a Magyar Tudományos Akadémia Martinkó András-díját kapta az év legjobb klasszikus irodalomtörténeti publikációjáért (a szóban forgó tanulmány: Az írói nyugdíj és írói munkanélküliség feltalálása és a modern irodalmár hivatás kimunkálása, Irodalomtörténet 2008/2., 347-376.)